# Adolphe Burdo
Adolphe, Marie Louis, Burdo, né le 30 janvier 1849 à Liège et mort le 18 juin 1891 à Paris, est un explorateur belge, spécialiste de l’Afrique centrale. Burdo est membre de la Société royale belge de géographie. Il est l'auteur de divers livres sur l'Afrique et son exploration.

## Biographie
Adolphe Burdo, avant d'entrer dans l'armée belge, avait une expérience militaire chez les zouaves pontificaux. Il rentrait dans cette armée le 28 avril 1866, matricule 2842. Il est nommé caporal le 6 juillet 1867, sergent le 11 novembre 1867 et sous-lieutenant le 14 décembre 1867, démissionnaire en 1870.
Officier de l'armée belge, il avait déjà accompli, avant 1879, un voyage en Afrique, il fait un voyage en Afrique centrale en 1879 et remonte le Niger jusqu'à sa jonction avec la Bénoué. Au retour, il publie Niger et Bénoué, puis des extraits des rapports des voyageurs de l’Association internationale africaine, fondée en 1876 par le roi Léopold.
Au cours d'une audience que Léopold II lui accorde, il sollicite la faveur de partir pour le Congo. Le roi agrée sa demande, il entre dès le lendemain, 16 novembre 1879, en contact direct avec l'Association Internationale Africaine. L’Association s’étant donné pour but de relier la côte orientale d’Afrique à l’océan Atlantique par des stations allant de Zanzibar au lac Tanganyika et de Nyangwé à l’embouchure du Congo, elle envoie Adolphe Burdo en mission au Congo. Le 10 décembre, il quitte Bruxelles pour Brindisi et l'Égypte. À Aden, le 27 décembre 1879, il  monte sur le steamer, qui le conduit à Zanzibar, le 4 janvier 1880. Il quitte Saadani, près de Zanzibar, le 3 février. De retour le 15 octobre, il traverse l'Ousagara par Kwa et Mgoungou; il franchit la large rivière Vouami et atteignit Bagamoyo, puis Zanzibar. Il arrive à Alexandrie le 18 décembre 1881 et rentre en Belgique.
Il épouse Mme Nothomb à Bruxelles le 5 octobre 1882.
En 1888, il écrit une biographie de Henry Morton Stanley (1841-1904).

## Travaux
- « Niger et Bénoué », Plon, Paris, 1880, lire en ligne sur Gallica.
- «Rapports des voyageurs de l'A.I.A. », 1880, dans Bulletin de la Société de Géographie, 1880, p. 498, lire en ligne sur Gallica.
- « De l'avenir des établissements belges en Afrique », Bulletin de la Société belge de Géographie, 1882, p. 239–2
- « Les Belges en Afrique centrale » : voyages, aventures et découvertes de Zanzibar au Tanganika, vol. III de l'œuvre de Martrin-Donos, Maes, Bruxelles, 1884, lire en ligne sur Gallica.
- « Les Arabes en Afrique centrale », in-8° de 48 p., Paris, Dentu, 1885, lire en ligne sur Gallica.